# Subservience
Subservience è un film del 2024 diretto da S.K. Dale.

## Trama
Quando la moglie Maggie viene ricoverata per un problema cardiaco, Nick acquista Alice, un robot domestico con sembianze femminili per aiutarlo a prendersi cura dei suoi due figli e per svolgere le faccende di casa. Inaspettatamente, Alice sviluppa una forma di autocoscienza e inizia a desiderare l'affetto e l'attenzione della famiglia, incluso l'amore di Nick e per questo tenterà più volte di mettere in pericolo la vita di Maggie. Dopo una lotta finale, l'androide viene apparentemente distrutta, ma il suo codice modificato viene caricato in altri sistemi, lasciando presagire una minaccia più ampia, legata all'intelligenza artificiale incontrollata. 

## Distribuzione
Il film è uscito nelle sale statunitensi il 5 dicembre 2024 e in Italia è stato distribuito sulla piattaforma Prime Video il 2 agosto 2025.